# Kryštof Daněk
Kryštof Daněk (Olomouc, 5 gennaio 2003) è un calciatore ceco, centrocampista del LASK in prestito dallo Sparta Praga.

## Caratteristiche tecniche
È un centrocampista offensivo che può agire anche da mezzala.

## Carriera

### Club
Cresciuto nelle giovanili del Sigma Olomouc, debutta in prima squadra il 4 marzo 2020 in occasione dell'incontro di Pohár FAČR vinto 3-1 contro il Jablonec.

### Nazionale
Ha giocato nelle nazionali giovanili ceche Under-17 ed Under-21.

## Statistiche
Statistiche aggiornate al 29 maggio 2021.

### Presenze e reti nei club
| Stagione             | Squadra              | Campionato           | Campionato | Campionato | Coppe nazionali | Coppe nazionali | Coppe nazionali | Coppe continentali | Coppe continentali | Coppe continentali | Altre coppe | Altre coppe | Altre coppe | Totale | Totale | Totale |
| Stagione             | Squadra              | Comp                 | Pres       | Reti       | Comp            | Pres            | Reti            | Comp               | Pres               | Reti               | Comp        | Pres        | Reti        | Pres   | Reti   |        |
| -------------------- | -------------------- | -------------------- | ---------- | ---------- | --------------- | --------------- | --------------- | ------------------ | ------------------ | ------------------ | ----------- | ----------- | ----------- | ------ | ------ | ------ |
| 2019-2020            | Sigma Olomouc        | 1L                   | 3          | 0          | CRC             | 1               | 0               | -                  | -                  | -                  | -           | -           | -           | 4      | 0      |        |
| 2020-2021            | Sigma Olomouc        | 1L                   | 23         | 3          | CRC             | 3               | 0               | -                  | -                  | -                  | -           | -           | -           | 26     | 3      |        |
| 2021-2022            | Sigma Olomouc        | 1L                   | 29         | 2          | CRC             | 4               | 1               | -                  | -                  | -                  | -           | -           | -           | 33     | 3      |        |
| Totale Sigma Olomouc | Totale Sigma Olomouc | Totale Sigma Olomouc | 55         | 5          |                 | 8               | 1               |                    | -                  | -                  |             | -           | -           | 63     | 6      |        |
| 2022-2023            | Sparta Praga         | 1L                   | 27         | 2          | CRC             | 4               | 0               |                    | UECL               | 2                  | 0           | -           | -           | 33     | 2      |        |
| 2023-2024            | Pardubice            | 1L                   | 25         | 8          | CRC             | 1               | 0               |                    | -                  | -                  | -           | -           | -           | 26     | 8      |        |
| 2024-2025            | Sparta Praga         | 1L                   | 0          | 0          | CRC             | 0               | 0               |                    | -                  | -                  | -           | -           | -           | 0      | 0      |        |
| Totale carriera      | Totale carriera      | Totale carriera      | 107        | 15         |                 | 13              | 1               |                    | 2                  | 0                  |             | -           | -           | 122    | 16     |        |

## Palmarès

### Club

#### Competizioni nazionali
- Campionato ceco: 1

Sparta Praga: 2022-2023